# Pehr Arosenius (1718–1783)
Pehr (Petrus) Arosenius, en tid Westrén, född 21 september 1718 i Västerås församling, död 25 juni 1783 i Söderbärke församling, var en svensk präst.

## Biografi
Pehr Arosenius föddes 1718 i Västerås församling. Han var son till borgaren Jöns Andersson Rank som kom ifrån Borås och Anna Olsdotter. Arosenius blev 1739 student vid Uppsala universitet och arbetade mycket med det hebreiska språket. Han avlade filosofie kandidatexamen 1745 och magisterexamen 1749. Arosenius prästvigdes 16 oktober 1749 och blev pastorsadjunkt i Fellingsbro församling. Han blev vice rektor vid Västerås trivialskola 1751 och ordinarie rektor 6 februari 1758. Han hade ett gott ansedd som rektor och var känd för att vara sträng. Arosenius blev konsistorier assessor 13 februari 1751. Han blev 12 september 1769 kyrkoherde i Söderbärke församling och 12 maj 1770 prost. År 1778 blev han kontraktsprost. Han avled 1783 i Söderbärke församling.

### Familj
Arosenius gifte sig första gången 8 november 1753 med Maria Holm (död 1756) som kom ifrån Nyköping.
Arosenius gifte sig andra gången 24 mars 1757 med Agnes Hülphers (1736–1803). Hon var dotter till rådmannen Abraham Hülphers och Christina Westdahl i Västerås. De fick tillsammans barnen kyrkoherden Pehr Arosenius i Björksta församling, Anna Christina Arosenius, som var gift med kyrkoherden Eric Löfwenius i Rättviks församling, kaptenen Abraham Arosenius, kyrkoherden Daniel Arosenius i Söderbärke församling, Agnes Maria Arosenius, som var gift med klädesfabrikören Lars Johan Söderberg i Norrköping, klädesfabrikören Johan Arosenius i Norrköping, Catharina Elisabeth Arosenius, som var gift med sekreteraren C.J. Swartz i Stockholm och landssekreteraren Johan Wilhelm Almgren i Västerås, Inga Dorothea Arosenius, som var gift med handlanden J.F. Jäderholm i Norrköping, studenten Gustaf Arosenius, Johanna Sophia Arosenius, som var gift med brukspatronen Daniel Indebetou, och klädesfabrikören Karl Fredrik Arosenius i Norrköping.

### Översättningar
- 1768 – Doct. Eric Pontoppidans Afhandling om werldenes nyhet, eller Naturligt och historiskt bewis therpå, at werlden icke är af ewighet, utan måste, för några tusende år sedan, hafwa tagit sin begynnelse, tjenlig til styrka för the christnas tro om bibliska historiens sanning, och för Kongl. Wettenskaps sällskapet föreläsen, år 1755. Ifrån danskan öfwersatt (Johan Laur. Horrn). Skriven av Erik Pontoppidan den yngre.[10]